# Halterofilismo nos Jogos Olímpicos de Verão da Juventude de 2010 - Até 63 kg feminino
A competição da categoria até 63 kg feminino do halterofilismo nos Jogos Olímpicos de Verão da Juventude de 2010 foi disputada no dia 17 de agosto, às 18:00 (UTC+8), no Toa Payoh Sports Hall, em Cingapura. Sete halterofilistas participaram deste evento, limitado a atletas com peso corporal inferior a 63 kg.
Cada competidora realizou os movimentos de arranque e arremesso, com o resultado final sendo a soma do maior peso levantado em cada movimento. A atleta tinha o direito de realizar três tentativas em cada movimento, sendo que as duas piores eram descartadas.

## Medalhistas
| Ouro   | KAZ Jazira Japparkul |
| Prata  | RUS Diana Akhmetova  |
| Bronze | MEX Aremia Fuentes   |

## Resultados
| Pos.              | Atleta               | Peso corporal (kg) | Arranque (kg) | Arranque (kg) | Arranque (kg) | Arranque (kg) | Arremesso (kg) | Arremesso (kg) | Arremesso (kg) | Arremesso (kg) | Total (kg) |
| Pos.              | Atleta               | Peso corporal (kg) | 1             | 2             | 3             | Res.          | 1              | 2              | 3              | Res.           | Total (kg) |
| ----------------- | -------------------- | ------------------ | ------------- | ------------- | ------------- | ------------- | -------------- | -------------- | -------------- | -------------- | ---------- |
| Medalha de ouro   | KAZ Jazira Japparkul | 62,51              | 87            | 87            | 90            | 90            | 107            | 115            | ---            | 115            | 205        |
| Medalha de prata  | RUS Diana Akhmetova  | 58,88              | 89            | 92            | 94            | 94            | 110            | 114            | 114            | 110            | 204        |
| Medalha de bronze | MEX Aremi Fuentes    | 62,11              | 85            | 85            | 88            | 88            | 106            | 110            | 112            | 106            | 194        |
| 4                 | TUR Neslihan Okumus  | 62,31              | 85            | 87            | 89            | 87            | 106            | 109            | 109            | 106            | 193        |
| 5                 | PHI Patricia Llena   | 62,95              | 75            | 80            | 83            | 83            | 95             | 100            | 100            | 95             | 178        |
| 6                 | AUS Michelle Kahi    | 62,43              | 69            | 74            | 74            | 74            | 85             | 92             | 95             | 92             | 166        |
| 7                 | USA Jessica Beed     | 62,11              | 70            | 75            | 75            | 75            | 90             | 93             | 93             | 90             | 165        |